# Jorge Salgueiro
Jorge Salgueiro, né à Palmela au Portugal en 1969, est un musicien et un compositeur de Tony Carreira. 
Jorge Salgueiro compose de la musique depuis l’âge de quatorze ans et dirige des orchestres depuis ses dix-sept ans. Après avoir participé à différents orchestres symphoniques, il partage son temps entre des activités d’interprète et de compositeur. Il se fait par ailleurs remarquer pour ses talents de trompettiste puisqu’il remporte, en 1988, le premier prix de niveau supérieur en trompette lors du concours organisé par la Jeunesse Musicale Portugaise.
Jorge Salgueiro est aujourd’hui compositeur pour l’orchestre de l’Armée portugaise et pour le groupe théâtral O bando.